# Visita apostólica
Visita apostólica é uma "iniciativa excepcional da Santa Sé que envolve enviar um visitador ou visitadores para avaliar um instituto eclesiástico, como um seminário, diocese ou instituto religioso. Visitadores apostólicos tem por objetivo ajudar o instituto em questão a melhorar a forma com que realiza suas funções no vida da Igreja".

## Utilização
A prática, em desuso, foi re-estabelecida pelo Concílio de Trento nos seguintes termos:
| “ | Patriarcas, primazes, metropolitanos e bispos não devem deixar de visitar suas respectivas dioceses, pessoalmente ou, se estiverem legalmente impedidos, através de seus vice-gerais ou visitadores; se eles não puderem, por causa do tamanho, visitar toda a diocese anualmente, devem pelo menos visitar a maior parte dela, para o que o todo se complete em dois anos, seja pessoalmente ou através de visitadores | ” |

Sobre o objetivo da visitação, diz o mesmo concílio:
| “ | Mas o principal objetivo de todas as visitas deve ser o de levar para a doutrina correta e ortodoxa, banindo heresias; manter a boa moral e corrigir as que foram malignas; animar o povo, pela exortação e admoestação, para a religião, a paz e a inocência; e estabelecer outras coisas que a prudência dos visitadores considerem benéficas para os fieis, de acordo com o que o tempo, o local e a oportunidade permita | ” |

### Direitos de visita
O direito de visita pertence a todos os prelados que detém jurisdição ordinária sobre pessoas num fórum exterior. O papa, através de seus delegados, pode instituir uma visita em qualquer lugar do mundo; patriarcas, primazes, metropolitanos, bispos, um vigário apostólico e um vigário capitular ou um administrador de uma diocese vaga, todos podem fazer o mesmo em seus respectivos territórios, assim como superiores de ordens religiosas em suas jurisdições. Um prelado territorial tem este direito em conjunto com o bispo da diocese, cujos preceitos prevalecerão em caso de discordância. Uma visita não pode, porém, ser realizada na província de um vigário-geral exceto com a autorização expressa do bispo. Um metropolitano não pode visitar dioceses de seus bispos sufragâneos exceto em casos aprovados por um sínodo provincial e, ainda assim, apenas depois de a visita em sua própria diocese ter sido completada.
Uma visita canônica de uma diocese é dever do bispo pessoalmente exceto quando ele estiver legalmente impedido. Um bispo pode visitar várias partes da sua diocese com a frequência que desejar. De acordo com o Concílio de Trento, ele deve fazê-lo anualmente se possível ou, ao menos, a cada dois anos, não apenas para que o bispo possa realizar o sacramento da Crisma mas também para que ele conhece seu povo.
Regulares, em assuntos pertinentes à cura de almas e adoração divina, estão sujeitos a visitas e correções episcopais. Como delegado da Sé Apostólica, um bispo pode também visitar lugares imunes, mas só pode punir delinquentes ali apenas quando o superior regrante, depois de devidamente notificado, não o fizer. Comunidades religiosas de freiras são visitadas pelo bispo pela virtude de seu próprio direito ou como delegado da Santa Sé.
Superiores religiosos também pode visitar canonicamente instituições e pessoas sujeitas ao seu mandato, cada um observando a constituição e os costumes de sua própria ordem. Os esforços de superioras religiosas de visitar suas casas tem por objetivo principal promover o zelo e a disciplina; a autoridade delas está limitada a corrigir pequenos desvios da regra, pois elas não possuem nenhuma jurisdição canônica. Dificuldades maiores encontradas por elas devem ser reportadas ao bispo ou outro superior legal.

## Exemplos recentes
Em 2000, a Santa Sé ordenou uma visita apostólica da EWTN (Eternal Word Television Network), o maior canal católico de televisão do mundo, fundado pela Madre Angélica. O arcebispo Roberto González Nieves de San Juan, Porto Rico, foi enviado para investigar. Ele determinou que havia três problemas distintos: a real propriedade da rede, o direito do mosteiro de conceder a propriedade para a EWTN e, como ela jamais foi eleita, a legitimidade da autoridade de Madre Angélica.
Uma visita apostólica realizada por um grupo de visitadores passou por mais de 200 seminários e casas de formação norte-americanas em 2005 e 2006 para avaliar questões sobre moralidade sexual. O grupo concluiu que as instituições americanas são geralmente saudáveis, mas recomendou um foco mais intenso em teologia moral, um recrudescimento da vigilância sobre os seminaristas e maior envolvimento dos bispos diocesanos no processo de formação de novos padres.
Numa tentativa de descobrir o motivo do drástico decréscimo no número de instituições e membros nos últimos quarenta anos, a Congregação para os Institutos de Vida Consagrada e Sociedades de Vida Apostólica anunciou uma visita apostólica nos institutos femininos norte-americanos. O estudo terminou em 2011.
O Vaticano ordenou uma visita apostólica nas instituições dos Legionários de Cristo depois de acusações de cunho sexual contra o falecido fundador da ordem, Padre Marcial Maciel Degollado.
Em 31 de maio de 2010, o papa Bento XVI, lidando com outro escândalo de abuso sexual de menores, ordenou a criação de um painel com nove membros (incluindo duas freiras, os atuais arcebispos de Toronto, Ottawa, Boston e Nova York, e o arcebispo-emérito de Westminster) para investigar o tratamento dado pela hierarquia da Igreja Católica da Irlanda às denúncias e abusos em sua jurisdição.